# Blame
Blame (Culpar em português) é uma canção do DJ escocês Calvin Harris, com participação do cantor inglês John Newman. Lançada em 5 de setembro de 2014, é o terceiro single do seu quarto álbum de estúdio, Motion (2014).

## Desempenho nas paradas
Em 14 de setembro de 2014, a canção alcançou a posição número um no UK Singles Chart, fazendo Harris ocupar essa posição na mesma pela sétima vez. Esta canção, desde então, chegou a número 1 na Holanda, top 5 na Irlanda e top 10 em outros países europeus, como a República Tcheca, Eslováquia, Itália e Suécia.

## Videoclipe
Em 9 de setembro de 2014, Harris twittou: o vídeo da música vai estrear "esta semana". O clipe, dirigido por Emil Nava, foi lançado em 12 de setembro de 2014, e filmado em agosto do mesmo ano.

## Faixas
Digital download
1. "Blame" (featuring John Newman) – 3:34

CD single and UK iTunes Store version
1. "Blame" (featuring John Newman) – 3:34
2. "C.U.B.A." – 4:29

Digital remixes
1. "Blame" (Jacob Plant Remix) – 4:56
2. "Blame" (R3HAB Club Remix) – 4:20
3. "Blame" (R3HAB Trap Remix) – 3:32
4. "Blame" (BURNS Remix) – 4:17

## Classificação nas paradas e certificações

### Paradas
| Parada (2014)                           | Melhor posição |
| --------------------------------------- | -------------- |
| Austrália (ARIA)                        | 9              |
| Áustria (Ö3 Austria Top 75)             | 4              |
| Bélgica (Ultratop 50 de Flandres)       | 8              |
| Bélgica (Ultratop 50 da Valônia)        | 5              |
| Canadá (Canadian Hot 100)               | 17             |
| Dinamarca (Hitlisten)                   | 6              |
| Escócia (Scottish Singles Top 40)       | 1              |
| Eslovênia (Radio Top 100 Chart)         | 8              |
| Estados Unidos (Billboard Hot 100)      | 26             |
| Estados Unidos (Pop Songs)              | 10             |
| Estados Unidos (Hot Dance Club Songs)   | 11             |
| Estados Unidos (Dance/Electronic Songs) | 3              |
| União Europeia Euro Digital Songs       | 2              |
| Irlanda (IRMA)                          | 5              |
| Israel (Media Forest)                   | 3              |
| Itália (FIMI)                           | 4              |
| Japão (Japan Hot 100)                   | 58             |
| Nova Zelândia (Recorded Music NZ)       | 9              |
| Países Baixos (Dutch Top 40)            | 1              |
| Reino Unido (UK Singles Chart)          | 1              |
| Reino Unido (UK Dance Chart)            | 1              |
| Suíça (Radio Top 100 Chart)             | 19             |
| Suécia (Sverigetopplistan)              | 1              |
| Suíça (Schweizer Hitparade)             | 4              |

### Certificações
| País        | Organismo certificador | Certificação | Vendas  | Ref.   |
| ----------- | ---------------------- | ------------ | ------- | ------ |
| Austrália   | ARIA                   | Ouro         | 35 000  | [ 33 ] |
| Itália      | FIMI                   | Ouro         | 15 000  | [ 34 ] |
| Reino Unido | BPI                    | Prata        | 200 000 | [ 35 ] |

## Histórico de lançamentos
| Região         | Data                  | Formato          | Gravadora |
| -------------- | --------------------- | ---------------- | --------- |
| Austrália      | 7 de setembro de 2014 | Descarga digital | Sony      |
| França         | 7 de setembro de 2014 | Descarga digital | Sony      |
| Nova Zelândia  | 7 de setembro de 2014 | Descarga digital | Sony      |
| Alemanha       | 7 de setembro de 2014 | Descarga digital | Sony      |
| Irlanda        | 7 de setembro de 2014 | Descarga digital | Sony      |
| Reino Unido    | 7 de setembro de 2014 | Descarga digital | Sony      |
| Estados Unidos | 7 de setembro de 2014 | Descarga digital | Sony      |
| Alemanha       | 3 de outubro 2014     | CD single        | Sony      |